# Lucius Calpurnius Festus
Lucius Calpurnius Festus war ein römischer Maler des 1. oder 2. Jahrhunderts n. Chr.
Er ist nur durch seine zwischen 71 und 130 n. Chr. datierte, in Pozzuoli gefundene Grabinschrift bekannt, die ihn als Maler ausweist, der im Alter von 21 Jahren starb. Die Inschrift lautet:
Dis Manib[us]
L[ucio] Calpurnio
Festo pictori
vixit an[nos] XXI